# Le Requin
Pour les articles homonymes, voir Requin (homonymie).
Pour plus de détails, voir Fiche technique et Distribution.
Le Requin est un film français réalisé par Henri Chomette en 1929 et sorti en 1930.

## Synopsis
Un armateur, qui fait de mauvaises affaires, a soudoyé des complices pour faire couler son navire afin de toucher l'assurance. Il passe en Cour d'Assises où il est acquitté, mais est tué d'un coup de révolver par sa femme qui a échappé à la catastrophe.

## Fiche technique
- Titre : Le Requin
- Réalisation : Henri Chomette, assisté de Jacques Houssin et Jacques B. Brunius
- Scénario : Henri Chomette
- Décors : Lazare Meerson
- Photographie : Frank Clifford, Jean Bachelet et Léonce-Henri Burel
- Son : William Most et Hermann Storr
- Musique : J. E. Szyfer
- Montage : René Le Hénaff
- Production : La Société des Films Sonores Tobis
- Directeur de production : Frank Clifford
- Pays de production : France
- Format :  Son mono - Noir et blanc - 1,20:1  - 35 mm
- Durée : 90 minutes
- Date de sortie : 
  - France : 14 mars 1930

## Distribution
- Gina Manès : Violetta
- Albert Préjean : Le capitaine
- Daniel Mendaille : Le second
- Rudolph Klein-Rogge : Vasseur, l'armateur
- Samson Fainsilber : L'avocat
- Nicole de Rouves
- Andrée Standard : L'amie d'un soir
- Edmund van Daële : Le radio
- Pierre Juvenet : L'avocat général
- Hubert Daix : Le courtier
- André Allard : Le président